# Kraftwerk Chivasso
Das Kraftwerk Chivasso (italienisch Centrale termoelettrica di Chivasso) ist ein GuD-Kraftwerk in der Gemeinde Chivasso, Metropolitanstadt Turin, Region Piemont, Italien, das nahe der Stelle liegt, an der der Kanal Cavour vom Po ausgeleitet wird. Eigentümer und Betreiber ist das Energieversorgungsunternehmen A2A.
Der Eigentümer A2A gibt für die installierte Leistung des Kraftwerks 1177 bzw. 1237 MW an: sonstige Quellen geben 1160 1177 oder 1179 MW an. In den Jahren 2019 und 2020 wurden 2,592 (bzw. 2,601) Mrd. kWh erzeugt.

## Geschichte
Der erste Kraftwerksblock ging 1953 in Betrieb; bis 1966 wurde das Kraftwerk auf fünf Blöcke erweitert, von denen drei in den folgenden Jahren stillgelegt wurden. Diese fünf Blöcke wurden mit Kohle und Öl befeuert. Mit dem Bau des GuD-Kraftwerks wurde 2002 begonnen; es ging zwei Jahre später in Betrieb. Aufgrund geänderter Marktbedingungen war das für die Grundlast ausgelegte Kraftwerk nicht mehr wettbewerbsfähig; es wurde daher Ende 2013 stillgelegt. Nachdem die Anlage modernisiert wurde, ging sie im November 2015 wieder in Betrieb.

## Kraftwerksblöcke
Das Kraftwerk besteht mit Stand September 2023 aus zwei Blöcken, die in Betrieb ist. Die folgende Tabelle gibt einen Überblick:
| Block | GT/DT | Max. Leistung (MW) | Betriebsbeginn | Turbine | Generator | Dampfkessel | Status |
| ----- | ----- | ------------------ | -------------- | ------- | --------- | ----------- | ------ |
| 1     | GT    | 250                | 2004           | GE      |           | Ansaldo     |        |
| 1     | GT    | 250                | 2004           | GE      |           | Ansaldo     |        |
| 1     | DT    | 294                | Juli 2005      |         |           |             |        |
| 2     | GT    | 250                | August 2004    | GE      |           | Ansaldo     |        |
| 2     | DT    | 135                | Juli 2005      |         |           |             |        |

### Block 1
Der Block 1 besteht aus zwei Gasturbinen sowie einer nachgeschalteten Dampfturbine. An die Gasturbinen ist jeweils ein Abhitzedampferzeuger angeschlossen; die Abhitzedampferzeuger versorgen dann die Dampfturbine. Die Leistung der beiden Gasturbinen wird mit jeweils 250 und die Leistung der Dampfturbine mit 280 (bzw. 294) MW angegeben. Die beiden Gasturbinen vom Typ 9FA wurden von General Electric geliefert.
Durch General Electric wurden von 2014 bis 2015 an den beiden Gasturbinen Upgrades durchgeführt, so dass sie bis auf 65 MW Minimalleistung heruntergefahren werden können; ihre Leistung kann dabei um 50 MW in der Minute gesteigert bzw. gesenkt werden.

### Block 2
Der Block 2 besteht aus einer Gasturbine sowie einer nachgeschalteten Dampfturbine. An die Gasturbine ist ein Abhitzedampferzeuger angeschlossen, der die Dampfturbine versorgt. Die Leistung der Gasturbine wird mit 250 und die Leistung der Dampfturbine mit 130 (bzw. 135) MW angegeben.